# Chariochilus metallescens
Chariochilus metallescens är en skalbaggsart som beskrevs av Brenske 1898. Chariochilus metallescens ingår i släktet Chariochilus och familjen Melolonthidae. Inga underarter finns listade i Catalogue of Life.